# Герб на Бангладеш
Гербът на Бангладеш е одобрен малко след обявяването на независимостта през 1971 г.
На герба са изобразени водни лилии, обградени от двете страни със снопи ориз. Над водните лилии има четири звезди. Водната лилия е националното цвете на Бангладеш и символизира многото реки, които текат през страната. Оризът символизира основната храна в Бангладеш и основната земеделска култура. Четирите звезди изобразяват четирите основни принципа, заложени в първата конституция на страната от 1972 г. — национализъм, атеизъм, социализъм и демокрация.